# ホワイトハウス実習生

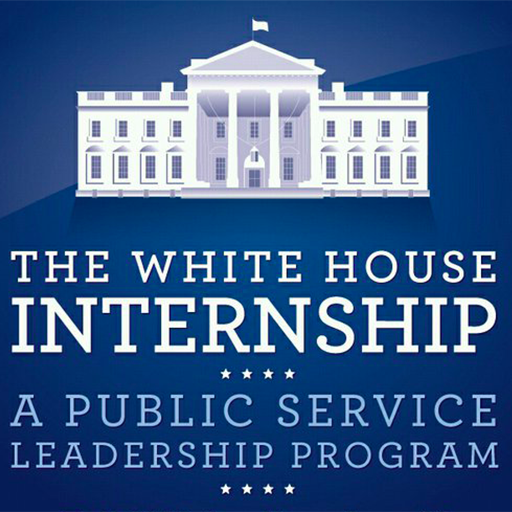
ホワイトハウス研修プログラムの公式ロゴ

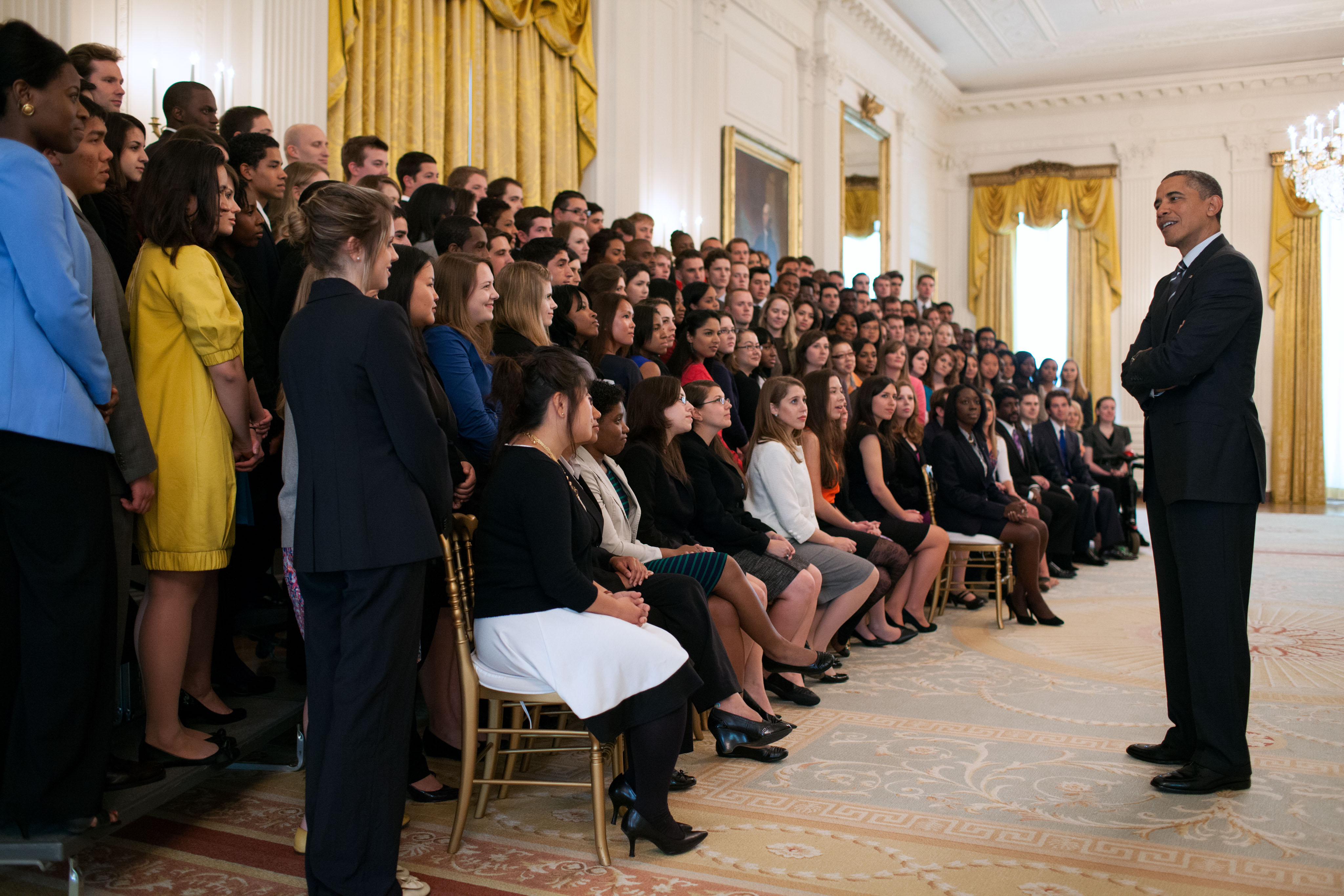
2012年春のホワイトハウス実習生と話すバラク・オバマ大統領

ホワイトハウス実習生（ホワイトハウスじっしゅうせい、英語: White House Intern）とは、ホワイトハウス研修プログラム（White House internship Program）に参加している者のことである。主にホワイトハウスで行政府の仕事を手伝う、アメリカ合衆国政府のインターンシップ制度の一つである。
ホワイトハウス実習生となることは一つのステータスであり、政府高官を目指すのであれば必ず経験しておくべき経歴と言われている。実際に政府高官や実業家の経歴にはホワイトハウス実習生を経験した人物が多い。
参加者は無給のボランティアであり、年に春、夏、秋の三回の研修が行われており、毎回100人が参加している。
実習期間は約3か月で、2009年夏のプログラムでは期間は5月22日から8月14日までで、2010年夏のプログラムでは期間は書類提出期限が2010年2月7日まで研修期間が2010年6月1日から8月13日までとなっている。

## 応募資格
- 18歳以上
- 大学生または大学卒業者
- 米国民
- 応募するには以下の書類が必要
  - 300から500の単語の長さのエッセイ2通
  - 1ページにまとめた履歴書
  - 3通の推薦状
    - 推薦人の連絡先が必須、推薦人と連絡が取れない場合は無効となる。
    - 実質的には政治家か政府高官3人の推薦状が必要である為、誰でも応募出来るという訳ではない。

## 実習生経験者
- モニカ・ルインスキー
- ビル・クリントン
- イレーン・チャオ
- エリック・プリンス
- ミーシャ・コリンズ